# Fosas comunes en Siria
«Fosas comunes en Siria»: Se refieren a una serie de fosas comunes descubiertas en Siria  tras la caída del régimen de Asad en el mes de diciembre de 2024. El sitio principal estaba ubicado en al-Qutayfah, aproximadamente a 37 km (23 mi) al norte de Damasco, y se descubrieron fosas comunes adicionales en toda la zona rural del sur de Damasco y en el sur de Siria. Los investigadores predijeron que el sitio principal de al-Qutayfah contendría los restos humanos de al menos 100.000 personas que habían sido asesinadas de manera sistemática y extrajudicial.

### Descubrimiento
Tras la caída del régimen de Assad a mediados de diciembre de 2024, ONG como Human Rights Watch, junto con varios académicos, descubrieron tumbas atribuidas al Régimen dictatorial de la Familia Ásad, incluidas tanto Bashar al-Ásad como su padre Háfez al-Ásad investigadores asociados con el Instituto NIOD de Estudios sobre la Guerra, el Holocausto y el Genocidio y la Universidad de Amsterdam. Su régimen llevó a cabo ejecuciones extrajudiciales generalizadas según grupos rebeldes sirios, civiles sirios y expertos académicos, particularmente dentro del sistema penitenciario de Siria, lo que resultó en cientos de miles de víctimas a lo largo de varias décadas.
La Comisión Internacional de Personas Desaparecidas, con sede en La Haya, Países Bajos, informó la presencia de al menos 66 fosas comunes en Siria.
El número total de personas desaparecidas desde 2011 supera las 100.000, según el Grupo de Trabajo de Emergencia Siria. Organizaciones como el Observatorio Sirio para los Derechos Humanos documentaron aproximadamente 80.000 muertes confirmadas entre los desaparecidos, y se cree que otras 60.000 personas murieron a causa de torturas.

### Damasco

#### Al-Qutayfah
Una fosa común descubierta en al-Qutayfah, en el campo, a 25 km al norte de Damasco, surgió como el descubrimiento más importante por cantidad, caracterizado por los investigadores como un lugar de enterramiento centralizado para el régimen de Asad. Los investigadores estimaron que la fosa común contenía los restos humanos de al menos 100.000 personas. Investigadores académicos, incluido el profesor de estudios sobre el genocidio de la Universidad de Ámsterdam Uğur Ümit Üngör, describieron el sitio como "un reflejo de la máquina de matar del régimen de Asad". La Inteligencia de la Fuerza Aérea Siria fue identificada como la principal organización responsable de transportar a los fallecidos desde las instalaciones médicas o prisiones a los lugares de enterramiento.
Testigos locales informaron haber visto a las fuerzas de seguridad transportar cuerpos en contenedores refrigerados durante toda la guerra civil siria. El líder religioso Abdul Kadir al-Sheikha brindó testimonio sobre la realización de ritos funerarios para al menos 100 víctimas en un área de 30 metros cuadrados, antes de que la policía secreta lo excluyera de otras ceremonias.

#### Najha
Se encontró una segunda fosa común de gran tamaño en el asentamiento de Najha, en la zona rural del sur de Damasco. Las evaluaciones iniciales realizadas por expertos internacionales indicaron la posible presencia de varias decenas de miles de víctimas. La complejidad del lugar se acentuó por su proximidad a un cementerio ya existente, y los investigadores descubrieron que algunas víctimas estaban enterradas bajo tumbas ya establecidas. Los exámenes superficiales revelaron restos humanos expuestos, incluidos fragmentos de vértebras y fémur.

#### Tadamon
El examen de Human Rights Watch del barrio de Tadamon en el sur de Damasco reveló una fosa común asociada con la masacre de Tadamon en abril de 2013, junto con restos humanos adicionales esparcidos por toda el área con marcas consistentes con asesinatos estilo ejecución.
El análisis espacial del lugar reveló una fosa excavada a máquina que medía aproximadamente tres metros por siete metros, con una profundidad de dos metros. La evidencia primaria en video recopilada por los investigadores capturó la ejecución de 41 personas durante un solo incidente, incluidas las muertes de 11 víctimas con los ojos vendados que fueron "disparadas a quemarropa" y luego empujadas a la tumba previamente excavada junto con otros 13 cuerpos. Evidencias adicionales sugirieron que al menos 288 personas, incluidas siete mujeres y doce niños, fueron asesinadas en la zona más amplia de Tadamon.

#### Adra
En Adra, un suburbio al noroeste de Damasco, a unos 10 kilómetros del centro de la ciudad, los investigadores descubrieron múltiples lugares de enterramiento dentro de una zona amurallada. Los equipos humanitarios de los Cascos Blancos recuperaron restos óseos almacenados en bolsas de plástico blancas, y los hallazgos preliminares indicaron que había al menos siete cuerpos en un solo lugar. Los equipos de recuperación implementaron procedimientos sistemáticos de documentación, recogiendo muestras de ADN y preservando evidencia para futuras tareas de identificación.

#### Husseiniyeh
Mediante un análisis de imágenes satelitales se identificó una fosa común en Husseiniyeh, a lo largo de una carretera que conduce al Aeropuerto Internacional de Damasco.

#### Sayyidah Zaynab
El 18 de diciembre de 2024, los Cascos Blancos sirios descubrieron una fosa común en Sayyidah Zaynab, un suburbio de Damasco, que contenía los restos humanos de al menos 21 personas. La fosa común estaba ubicada en un barrio predominantemente chiita cerca de la Mezquita Sayyida Zaynab, en un sitio utilizado por Hezbolá y grupos de milicias respaldados por Irán antes de la Caída de la dinastía Ásad. Muchos de los restos humanos fueron encontrados en pequeños trozos o en fragmentos incompletos.

### Deir ez-Zor
El 16 de diciembre de 2024, se descubre una fosa común creada recientemente que contiene los cuerpos de 17 soldados del desaparecido Ejército Árabe Sirio ejecutados en el desierto sirio, cerca de Deir ez-Zor.

### Sur de Siria
Los investigadores descubrieron doce fosas comunes en el sur de Siria. En un lugar especialmente notable se encontraron 22 víctimas, entre ellas mujeres y niños, que mostraban evidencias de tortura y ejecución.

## Respuesta
El Gobierno de transición de Siria, encabezado de facto por Abu Mohamed al-Golani, se comprometió a procesar a los responsables de las atrocidades. Abu Mohamed al-Golani solicitó la asistencia de las Naciones Unidas para documentar los crímenes del régimen de Asad y destacó el compromiso de la administración con la justicia. En respuesta, Human Rights Watch instó a las autoridades de transición sirias a preservar las pruebas físicas presentes en los lugares de enterramiento de todo el país.
El Gobierno de transición de Siria estableció una línea directa para que los ciudadanos y los ex prisioneros informaran sobre la ubicación de prisiones secretas y posibles lugares de enterramiento.
El ex embajador de crímenes de guerra de Estados Unidos Stephen Rapp, que dirigió varios procesos en tribunales de crímenes de guerra en Ruanda y Sierra Leona, afirmó que la magnitud de los asesinatos sistemáticos organizados por el Estado que implican los lugares de enterramiento no se había observado "desde el nazis".
Los expertos en estudios sobre el genocidio recomendaron establecer un depósito de ADN para ayudar a identificar a las víctimas y dar un cierre a las familias afectadas.